# Great British Nuclear
Great British Nuclear, 
Anteriormente conocida como British Nuclear Fuels Ltd, es una empresa de energía y combustibles nucleares propiedad del Gobierno del Reino Unido. Es un organismo público no departamental patrocinado por el Department for Energy Security and Net Zero.
Desde su creación en 1971 hasta 2010, funcionó como fabricante de combustible nuclear (en particular MOX), operó reactores, generó y vendió electricidad, reprocesó y gestionó combustible usado (principalmente en Sellafield) y desmanteló plantas nucleares y otras instalaciones similares.
Resucitó en julio de 2023 con el nombre comercial Great British Nuclear, para coordinar la industria nuclear del Reino Unido y ayudar a lograr los objetivos gubernamentales de cero emisiones netas.

## Sitios
El BNFL actualmente opera en 18 sitios en el Reino Unido. Estos son:
- Berkeley (Fuera de servicio desde 1989)
- Bradwell (Fuera de servicio desde 2002)
- Calder Hall (Fuera de servicio desde 2003)
- Capenhurst
- Chapelcross (Fuera de servicio desde 2004)
- Daresbury
- Drigg
- Dungeness A
- Hinkley Point A
- Hunterston A
- Littlebrook
- Maentwrog
- Oldbury
- Risley
- Sellafield
- Sizewell A
- Trawsfynydd (Fuera de servicio desde 1993)
- Wylfa

- Datos: Q261875